# Мулланур
Муллану́р (рос. Мулланур) — селище у складі Асекеєвського району Оренбурзької області, Росія.

## Населення
Населення — 190 осіб (2010; 235 у 2002).
Національний склад (станом на 2002 рік):
- татари — 95 %